# Schizonium paucipes
Schizonium paucipes är en mångfotingart som beskrevs av Chamberlin 1962. Schizonium paucipes ingår i släktet Schizonium och familjen storjordkrypare. Inga underarter finns listade i Catalogue of Life.